# Profound Lore Records
Profound Lore Records ist ein im Mai 2004 gegründetes Plattenlabel aus Kanada, das hauptsächlich Metal-Bands aus den Substilen des Doom und Extreme Metals unter Vertrag nimmt. Insbesondere legt das Label einen Schwerpunkt auf Interpreten des Post-Black-Metal sowie auf Drone- und Death-Doom. Die Verträge werden meist Albumweise vergeben. Zu den bekanntesten Vertretern gehören Agalloch, Alcest, Altar of Plagues, The Devil’s Blood, Isis, Ulver, Hooded Menace, Amesoeurs, Nadja, Monarch! und Yob. Das Label ist in dem zur Verwaltungseinheit Wilmot zugehörigen Dorf New Hamburg in der Waterloo Region ansässig.
Chris Bruni gründete Profound Lore Records mit Freunden als hobbyartiges Projekt, das sich binnen weniger Jahre zu einem global agierenden Ein-Mann-Unternehmen entwickelte. Im Besonderen wuchs das Label durch die Verkaufsplattform der Label-Homepage.
Profound Lore spezialisierte sich sowohl auf limitierte Vinylausgaben als auch auf eklektische extreme Musik vorwiegend aus dem Metal-Underground. Derweil strebt Bruni ein möglichst kreatives und individuelles Zielprodukt an, das emotionale Reaktionen hervorrufen soll. Als solche sind Bruni auch Abwehrreaktionen und Ablehnung willkommen. Nach 10 Jahren Aktivität galt Profund Lore als eines der stilprägendsten und trendsicherersten Label des Extreme Metals.

## Katalog (Auswahl)
| Jahr | Interpret             | Titel                                                       | Katalog-Nr.   |
| ---- | --------------------- | ----------------------------------------------------------- | ------------- |
| 2004 | Melechesh             | The Ziggurat Scrolls                                        | PFL-001-04    |
| 2004 | Leviathan             | Tentacles of Whorror                                        | PFL-002-04    |
| 2004 | Leviathan / Xasthur   | Leviathan/Xasthur                                           | PFL-003-04    |
| 2004 | Diabolical Masquerade | Ravendusk in My Heart                                       | PFL-004-04    |
| 2005 | Agalloch              | The Mantle                                                  | PFL-005-05    |
| 2005 | Dead of Winter        | At the Helm of the Abyss                                    | PFL-006-05    |
| 2005 | Portal                | Seepia                                                      | PFL-007-05    |
| —    | —                     | —                                                           | PFL-008-05    |
| 2004 | Wold                  | L.O.T.M.P.                                                  | PFL-009-05    |
| 2005 | Orphaned Land         | Ararat                                                      | PFL-EP-01     |
| 2005 | Green Carnation       | The Burden Is Mine… Alone                                   | PFL-EP-02     |
| 2005 | Leviathan             | A Silhouette in Splinters                                   | PFL-010-05    |
| 2005 | Orphaned Land         | Mabool: The Story of the Three Sons of Seven                | PFL-011       |
| 2005 | Agalloch              | Pale Folklore                                               | PFL-012       |
| 2005 | Ulver                 | Blood Inside                                                | PFL-013       |
| 2006 | Thralldom             | A Shaman Steering the Vessel of Vastness                    | PFL-014       |
| 2006 | Arctic Circle         | Forcing the Astral                                          | PFL-015       |
| 2006 | Nadja                 | Bodycage                                                    | PFL-016       |
| 2006 | Nachtmystium          | Instinct: Decay                                             | PFL-017       |
| 2006 | Isis                  | Live 3: 12.17.04                                            | PFL-018       |
| 2006 | Asunder               | Works Will Come Undone                                      | PFL-019       |
| 2006 | Profundi              | The Omega Rising                                            | PFL-020       |
| 2007 | Wold                  | Screech Owl                                                 | PFL-021       |
| 2007 | Amber Asylum          | Still Point                                                 | PFL-022       |
| 2007 | The Angelic Process   | Weighing Souls With Sand                                    | PFL-023       |
| 2007 | Pulsefear             | Perichoresis                                                | PFL-024       |
| 2007 | Atavist               | II: Ruined                                                  | PFL-025       |
| 2007 | Caïna                 | Mourner                                                     | PFL-026       |
| 2007 | Cobalt                | Eater of Birds                                              | PFL-027       |
| 2007 | Alcest                | Souvenirs d’un autre monde                                  | PFL-028       |
| 2007 | The Howling Wind      | Pestilence & Peril                                          | PFL-029       |
| 2007 | Portal                | Outre’                                                      | PFL-030       |
| 2008 | Nadja                 | Bliss Torn from Emptiness                                   | PFL-031       |
| 2008 | Wrath of the Weak     | Alogon                                                      | PFL-032       |
| 2008 | Half Makeshift        | Omen                                                        | PFL-033       |
| 2008 | The Gates of Slumber  | Conqueror                                                   | PFL-034       |
| 2008 | Wold                  | Stratification                                              | PFL-035       |
| 2008 | Krallice              | Krallice                                                    | PFL-036       |
| 2008 | Atavist/Nadja         | II: Points at Infinity                                      | PFL-037       |
| 2008 | Caïna                 | Temporary Antennae                                          | PFL-038       |
| 2008 | Winterfylleth         | The Ghost of Heritage                                       | PFL-039       |
| 2008 | Hammers of Misfortune | Fields/Church of Broken Glass                               | PFL-040/040.5 |
| 2008 | The Devil’s Blood     | Come Reap                                                   | PFL-041       |
| 2008 | Cobalt                | Landfill Breastmilk Beast                                   | PFL-EP-03     |
| 2009 | Saros                 | Acrid Plains                                                | PFL-042       |
| 2009 | Cobalt                | Gin                                                         | PFL-043       |
| 2009 | Amesoeurs             | Amesoeurs                                                   | PFL-044       |
| 2009 | Altar of Plagues      | White Tomb                                                  | PFL-045       |
| 2009 | Amber Asylum          | Bitter River                                                | PFL-046       |
| 2009 | Yob                   | The Great Cessation                                         | PFL-047       |
| 2009 | Bloody Panda          | Summon                                                      | PFL-048       |
| 2009 | Crucifist             | Demon Haunted World                                         | PFL-049       |
| 2009 | Portal                | Swarth                                                      | PFL-050       |
| 2009 | Worm Ouroboros        | Worm Ouroboros                                              | PFL-051       |
| 2009 | Krallice              | Dimensional Bleedthrough                                    | PFL-052       |
| 2009 | Impetuous Ritual      | Relentless Execution of Ceremonial Excrescence              | PFL-053       |
| 2010 | Vasaeleth             | Crypt Born & Tethered to Ruin                               | PFL-054       |
| 2010 | Wold                  | Working Together for Our Privacy                            | PFL-055       |
| 2010 | Ludicra               | The Tenant                                                  | PFL-056       |
| 2010 | Hooded Menace         | Never Cross the Dead                                        | PFL-057       |
| 2010 | Apostle of Solitude   | Last Sunrise                                                | PFL-058       |
| 2010 | Coffinworm            | When All Became None                                        | PFL-059       |
| 2010 | The Howling Wind      | Into the Cryosphere                                         | PFL-060       |
| 2010 | Blood Revolt          | Indoctrine                                                  | PFL-061       |
| 2010 | Castevet              | Mounds of Ash                                               | PFL-062       |
| 2010 | Yakuza                | Of Seismic Consequence                                      | PFL-063       |
| 2010 | Man’s Gin             | Smiling Dogs                                                | PFL-064       |
| 2010 | StarGazer             | A Great Work of Ages                                        | PFL-065       |
| 2010 | Dawnbringer           | Nucleus                                                     | PFL-066       |
| 2010 | Slough Feg            | The Animal Spirits                                          | PFL-067       |
| 2010 | Salome                | Terminal                                                    | PFL-068       |
| 2010 | Agalloch              | Marrow of the Spirit                                        | PFL-069       |
| 2011 | Mitochondrion         | Parasignosis                                                | PFL-070       |
| 2011 | Loss                  | Despond                                                     | PFL-071       |
| 2011 | SubRosa               | No Help for the Mighty Ones                                 | PFL-072       |
| 2011 | Grayceon              | All We Destroy                                              | PFL-073       |
| 2011 | KEN mode              | Venerable                                                   | PFL-074       |
| 2011 | Altar of Plagues      | Mammal                                                      | PFL-075       |
| 2011 | Krallice              | Diotima                                                     | PFL-076       |
| 2011 | Dark Castle           | Surrender to All Life Beyond Form                           | PFL-077       |
| 2011 | A Storm of Light      | As the Valley of Death Becomes Us, Our Silver Memories Fade | PFL-078       |
| 2011 | Disma                 | Towards the Megalith                                        | PFL-080       |
| 2011 | Avichi                | The Devil’s Fractal                                         | PFL-081       |
| 2011 | Caïna                 | Hands that Pluck                                            | PFL-082       |
| 2011 | Yob                   | Atma                                                        | PFL-083       |
| 2011 | The Atlas Moth        | An Ache for the Distance                                    | PFL-084       |
| 2011 | Wolvhammer            | The Obsidian Plains                                         | PFL-085       |
| 2011 | Leviathan             | True Traitor, True Whore                                    | PFL-086       |
| 2011 | Antediluvian          | Through the Cervix of Hawaah                                | PFL-087       |
| 2011 | Wold                  | Freermasonry                                                | PFL-088       |
| 2012 | Pallbearer            | Sorrow and Extinction                                       | PFL-079       |
| 2012 | Pallbearer            | Sorrow and Extinction                                       | PFL-089       |
| 2012 | Tukaaria              | Raw to the Rapine                                           | PFL-090       |
| 2012 | Odz Manouk            | Odz Manouk                                                  | PFL-091       |
| 2012 | Locrian/Mamiffer      | Bless Them That Curse You                                   | PFL-092       |
| 2012 | Witch Mountain        | South of Salem                                              | PFL-093       |
| 2012 | Worm Ouroboros        | Come the Thaw By                                            | PFL-094       |
| 2012 | Occultation           | Three & Seven                                               | PFL-095       |
| 2012 | Aldebaran             | Embracing the Lightless Depths                              | PFL-096       |
| 2012 | Dawnbringer           | Into the Lair of the Sun God                                | PFL-097       |
| 2012 | Witch Mountain        | Cauldron of the Wild                                        | PFL-098       |
| 2012 | Bosse-De-Nage         | III                                                         | PFL-099       |
| 2012 | Evoken                | Atra Mors                                                   | PFL-100       |
| 2012 | The Howling Wind      | Of Babalon                                                  | PFL-101       |
| 2012 | Ash Borer             | Cold of Ages                                                | PFL-102       |
| 2012 | Indesinence           | Vessels of Light and Decay                                  | PFL-103       |
| 2012 | Dysrhythmia           | Test of Submission                                          | PFL-104       |
| 2012 | Yakuza                | Beyul                                                       | PFL-105       |
| 2012 | Menace Ruine          | Alight in Ashes                                             | PFL-106       |
| 2012 | Atriarch              | Ritual of Passing                                           | PFL-107       |
| 2012 | Bell Witch            | Longing                                                     | PFL-108       |
| 2013 | Ash Borer             | Ash Borer                                                   | PFL-109       |
| 2013 | Helen Money           | Arriving Angels                                             | PFL-110       |
| 2013 | Portal                | Vexovoid                                                    | PFL-111       |
| 2013 | Man’s Gin             | Rebellion Hymns                                             | PFL-112       |
| 2013 | Vhol                  | Vhol                                                        | PFL-113       |
| 2013 | Abyssal               | Novit enim Dominus qui sunt eius                            | PFL-114       |
| 2013 | Altar of Plagues      | Teethed Glory and Injury                                    | PFL-115       |
| 2013 | Gevurah               | Necheshirion                                                | PFL-116       |
| 2013 | Liar in Wait          | Translations of the Lost                                    | PFL-117       |
| 2013 | A.M.S.G.              | Anti-Cosmic Tyranny                                         | PFL-119       |
| 2013 | Morne                 | Shadows                                                     | PFL-120       |
| 2013 | Vasaeleth             | All Uproarious Darkness                                     | PFL-121       |
| 2013 | Grave Miasma          | Odori Sepulcrorum                                           | PFL-122       |
| 2013 | SubRosa               | More Constant Than the Gods                                 | PFL-123       |
| 2013 | Castevet              | Obsian                                                      | PFL-124       |
| 2013 | Vaura                 | The Missing                                                 | PFL-125       |
| 2013 | Yob                   | Catharsis                                                   | PFL-126       |
| 2014 | Psalm Zero            | The Drain                                                   | PFL-128       |
| 2014 | Coffinworm            | IV.I.VIII                                                   | PFL-129       |
| 2014 | Avichi                | Catharsis Absolute                                          | PFL-118       |
| 2014 | Artificial Brain      | Labyrinth Constellation                                     | PFL-127       |
| 2014 | Lord Mantis           | Death Mask                                                  | PFL-130       |
| 2014 | Agalloch              | The Serpent & the Sphere                                    | PFL-133       |
| 2014 | The Atlas             | Moth the Old Believer                                       | PFL-135       |
| 2014 | Alraune               | The Process of Self-Immolation                              | PFL-137       |
| 2014 | Impetuous Ritual      | Unholy Congregation of Hypocritical Ambivalence             | PFL-131       |
| 2014 | Wold                  | Postsocial                                                  | PFL-132       |
| 2014 | Dead Congregation     | Promulgation of the Fall                                    | PFL-134       |
| 2014 | Auroch                | Taman Shud                                                  | PFL-136       |
| 2014 | Wolvhammer            | Clawing into Black Sun                                      | PFL-138       |
| 2014 | Monarch               | Sabbracadaver                                               | PFL-139       |
| 2014 | Pallbearer            | Foundations of Burden                                       | PFL-140       |
| 2014 | Pallbearer            | Foundations of Burden                                       | PFL-140-1     |
| 2014 | Witch Mountain        | Mobile of Angels                                            | PFL-141       |
| 2014 | Occultation           | Silence in the Ancestral House                              | PFL-142       |
| 2014 | Menace Ruine          | Venus Armata                                                | PFL-143       |
| 2014 | Merzbow               | Full of Hell                                                | PFL-146       |
| 2014 | Dawnbringer           | Night of the Hammer                                         | PFL-144       |
| 2014 | Old Man Gloom         | The Ape of God                                              | PFL-145       |
| 2014 | Old Man Gloom         | The Ape of God                                              | PFL-145.5     |
| 2015 | A.M.S.G.              | The Forbidden Transformation                                | PFL-119.5     |
| 2015 | Sumac                 | The Deal                                                    | PFL-147       |
| 2015 | Leviathan             | Scar Sighted                                                | PFL-148       |
| 2015 | Pyramids              | A Northern Meadow                                           | PFL-149       |
| 2015 | Bosse-De-Nage         | All Fours                                                   | PFL-150       |
| 2015 | Bell Witch            | Four Phantoms                                               | PFL-151       |
| 2015 | Abyssal               | Antikatastaseis                                             | PFL-153       |
| 2015 | Vanum                 | Realm of Sacrifice                                          | PFL-154       |
| 2015 | Indesinence           | III                                                         | PFL-155       |
| 2015 | Pissgrave             | Suicide Euphoria                                            | PFL-156       |
| 2015 | Cruciamentum          | Charnel Passages                                            | PFL-157       |
| 2015 | VHOL                  | Deeper Than Sky                                             | PFL-158       |
| 2015 | Gold                  | No Image                                                    | PFL-159       |
| 2016 | Chthe’ilist           | Le Dernier Crepuscule                                       | PFL-160       |
| 2016 | Ritual Chamber        | Obscurations (To Feast on the Seraphim)                     | PFL-161       |
| 2016 | Cobalt                | Slow Forever                                                | PFL-162       |
| 2016 | Greyon                | The Wound and the Bow                                       | PFL-163       |
| 2016 | Dälek                 | Asphalt for Eden                                            | PFL-164       |
| 2016 | Grave Miasma          | Endless Pilgrimage                                          | PFL-165       |
| 2016 | Gevurah               | Hallelujah!                                                 | PFL-165       |
| 2016 | Psalm Zero            | Stranger to Violence                                        | PFL-166       |
| 2016 | Subrosa               | For this We Fought the Battle of Ages                       | PFL-167       |
| 2016 | Dysrhythmia           | The Veil of Control                                         | PFL-168       |
| 2016 | Wife                  | Standard Nature                                             | PFL-169       |
| 2016 | Auroch                | Mute Books                                                  | PFL-170       |
| 2016 | Soft Kill             | Choke                                                       | PFL-171       |
| 2016 | Worm Ouroboros        | What Graceless Dawn                                         | PFL-172       |
| 2016 | Ash Borer             | The Irrepassable Gate                                       | PFL-173       |
| 2017 | Auroch                | Mute Books                                                  | PFL-173.5     |
| 2017 | Ash Borer             | The Irrepassable Gate                                       | PFL-174       |
| 2017 | Ash Borer             | The Irrepassable Gate                                       | PFL-174.5     |
| 2017 | Sot Kill              | Choke                                                       | PFL-175       |
| 2017 | Worm Ouroboros        | What Graceless Dawn                                         | PFL-176       |
| 2017 | Black Mecha           | I.M. Mentalizing                                            | PFL-177       |
| 2017 | Luminous Vault        | Charismata                                                  | PFL-178       |
| 2017 | Pallbearer            | Heartless                                                   | PFL-179       |
| 2017 | Fuoco Fatuo           | Backwater                                                   | PFL-182       |
| 2017 | Artifical Brain       | Infrared Horizon                                            | PFL-183       |
| 2017 | Full of Hell          | Trumpeting Ecstasy                                          | PFL-184       |
| 2017 | Loss                  | Horizonless                                                 | PFL-185       |
| 2017 | Impetuous Ritual      | Blight Upon Martyred Sentience                              | PFL-186       |
| 2017 | Sanneth               | So Numb                                                     | PFL-187       |
| 2017 | Monarch               | Never Forever                                               | PFL-192       |
| 2017 | Vacivus               | Temple of the Abyss                                         | PFL-189       |
| 2017 | Necro Deathmort       | Overland                                                    | PFL-190       |
| 2017 | Bell Witch            | Mirror Reaper                                               | PFL-191       |
| 2017 | Prurient              | Rainbow Mirror                                              | PFL-192       |
| 2018 | Portal                | Ion                                                         | PFL-193       |
| 2018 | Black Mecha           | Counterforce                                                | PFL-1994      |
| 2018 | Mortiferum            | Altar of Decay                                              | PFL-195       |
| 2018 | Insect Ark            | Marrow Hymns                                                | PFL-196       |
| 2018 | Old Tower             | Stellary Wisdom                                             | PFL-198       |
| 2018 | Of Feather and Bone   | Bestial Hymns Of Perversion                                 | PFL-199       |
| 2018 | Soft Kill             | Savior                                                      | PFL-200       |
| 2018 | Wayfarer              | World’s Blood                                               | PFL-201       |
| 2018 | Lingua Ignota         | All Bitches Die                                             | PFL-202       |
| 2018 | Chthe’ilist           | Passage into the Xexanotth (EP)                             | PFL-203       |
| 2018 | Bliss Signal          | Bliss Signal                                                | PFL-204       |
| 2018 | Infernal Coil         | Within a World Forgotten                                    | PFL-205       |
| 2018 | Gevurah               | Sulphur Soul                                                | PFL-206       |
| 2018 | Akitsa                | Credo                                                       | PFL-207       |
| 2018 | Hissing               | Permanent Destitution                                       | PFL-208       |
| 2018 | Evoken                | Hypnagogia                                                  | PFL-209       |